# Valongo (Avis)
Valongo é uma povoação portuguesa do Município de Avis que foi sede da extinta Freguesia de Valongo, freguesia que tinha 84,17 km² de área e 257 habitantes (2011), e, por isso, uma densidade populacional de 3,1 hab/km².
A Freguesia de Valongo foi extinta em 2013, no âmbito de uma reforma administrativa nacional, tendo sido agregada à freguesia de Benavila, para formar uma nova freguesia denominada União das Freguesias de Benavila e Valongo com sede em Benavila.

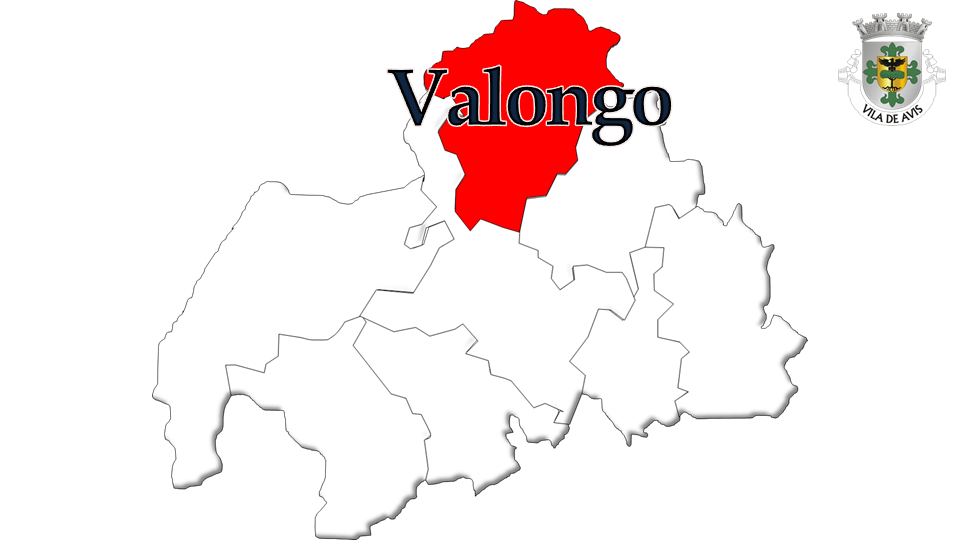
Localização da Freguesia de Valongo no Município de Avis

## População
| População da freguesia de Valongo | População da freguesia de Valongo | População da freguesia de Valongo | População da freguesia de Valongo | População da freguesia de Valongo | População da freguesia de Valongo | População da freguesia de Valongo | População da freguesia de Valongo | População da freguesia de Valongo | População da freguesia de Valongo | População da freguesia de Valongo | População da freguesia de Valongo | População da freguesia de Valongo | População da freguesia de Valongo | População da freguesia de Valongo |
| --------------------------------- | --------------------------------- | --------------------------------- | --------------------------------- | --------------------------------- | --------------------------------- | --------------------------------- | --------------------------------- | --------------------------------- | --------------------------------- | --------------------------------- | --------------------------------- | --------------------------------- | --------------------------------- | --------------------------------- |
| 1864                              | 1878                              | 1890                              | 1900                              | 1911                              | 1920                              | 1930                              | 1940                              | 1950                              | 1960                              | 1970                              | 1981                              | 1991                              | 2001                              | 2011                              |
| 334                               | 372                               |                                   |                                   |                                   |                                   |                                   | 651                               | 666                               | 802                               | 535                               | 392                               | 379                               | 321                               | 257                               |

Por decreto de 25/11/1882 foi anexada à freguesia de Aldeia Velha, tendo sido desanexada por edital do Governo Civil de Portalegre de 31/10/1901. Nos censos de 1911 a 1930 aparece anexada à freguesia de Benavila, tendo passado a constituir freguesias distintas por decreto nº 27.424, de 31/12/1936